# Drepanogynis unilineata
Drepanogynis unilineata là một loài bướm đêm trong họ Geometridae.